# Iwan Cichan
Iwan Ryhorawicz Cichan (białorus. Іван Рыгоравіч Ціхан; ros. Иван Григорьевич Тихон, Iwan Grigorjewicz Tichon; ur. 23 lipca 1976 w Głowsiewiczach koło Słonima) – białoruski lekkoatleta, młociarz.
Jego żona, Wolha jest także lekkoatletką (rzucała dyskiem). Mają jednego syna, Iwana.
W 2000 zadebiutował na igrzyskach olimpijskich, występ w Sydney ukończył na 4. miejscu w finale. Zdobywca złotych medali mistrzostw świata w Paryżu (2003), Helsinkach (2005) (anulowany z powodu wykrycia u Cichana dopingu) i Osace (2007). Uczestniczył w Igrzyskach Olimpijskich w Atenach (2004), gdzie zdobył srebrny medal (odebrany decyzją MKOl 5 grudnia 2012). Na Igrzyskach Olimpijskich w Pekinie (2008) zdobył brąz, a na Igrzyskach Olimpijskich w Rio de Janeiro (2016) srebro. Zdobył też tytuł wicemistrza Europy (Amsterdam 2016). W piątym występie na igrzyskach olimpijskich, który miał miejsce w Tokio, odpadł w eliminacjach.
Mistrz Białorusi z 2001, 2002, 2003, 2004, 2008, 2016.
Rekord życiowy: 84,51 m. W 2005 podczas zawodów w Grodnie posłał młot na odległość 86,73 m, zaledwie centymetr gorszą od rekordu świata. Z powodu dyskwalifikacji nałożonej na Białorusina wynik ten został anulowany.
Cichan zajął 3. miejsce w konkursie rzutu młotem na Igrzyskach w Pekinie (2008) początkowo brązowy medal został mu odebrany z powodu wykrycia u niego niedozwolonych środków dopingowych. W 2010 Sportowy Sąd Arbitrażowy z siedzibą w Lozannie uznał testy antydopingowe za nieważne, ponieważ laboratorium w Pekinie nie spełniało międzynarodowych standardów.

## Sukcesy
| Rok  | Zawody               | Miasto         | Konkurencja | Wynik   | Miejsce |
| ---- | -------------------- | -------------- | ----------- | ------- | ------- |
| 2003 | Mistrzostwa świata   | Paryż          | młot        | 83,05 m |         |
| 2003 | Uniwersjada          | Daegu          | młot        | 82,77 m |         |
| 2004 | Igrzyska olimpijskie | Ateny          | młot        | 79,81 m | DQ      |
| 2005 | Mistrzostwa świata   | Helsinki       | młot        | 83,89 m | DQ      |
| 2006 | Mistrzostwa Europy   | Göteborg       | młot        | 81,11 m | DQ      |
| 2007 | Mistrzostwa świata   | Osaka          | młot        | 83,63 m |         |
| 2008 | Igrzyska olimpijskie | Pekin          | młot        | 81,51 m |         |
| 2016 | Mistrzostwa Europy   | Amsterdam      | młot        | 78,84 m |         |
| 2016 | Igrzyska olimpijskie | Rio de Janeiro | młot        | 77,79 m |         |